# 蒙瑟沃利耶
蒙瑟沃利耶（法語：Montsevelier，法語發音：[mɔ̃səv(ə)lje]）是瑞士汝拉州一个旧市镇，位於該國西北部，面積7.75平方公里，海拔高度565米，2011年人口508，九成人口信奉羅馬天主教，人口密度每平方公里66人。